# 德馬溫峰

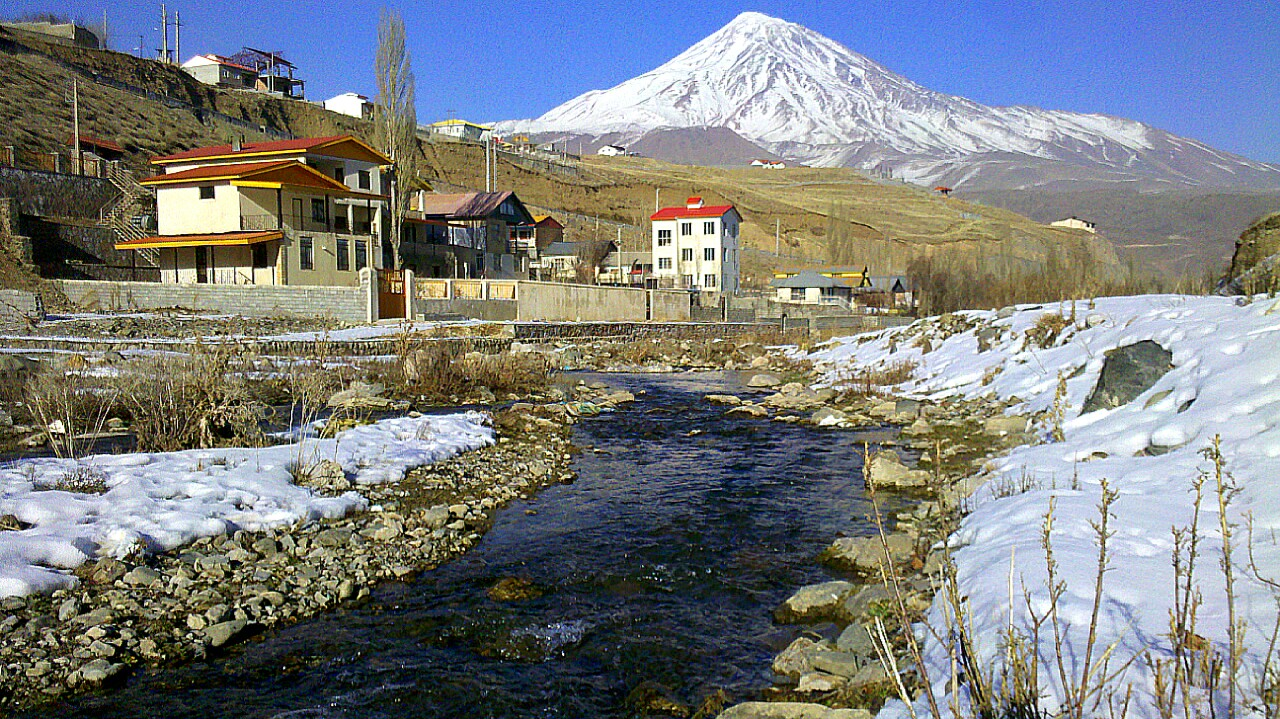
從曼則里村（Manzarie Village）遠望德馬溫峰

德馬溫峰（Mount Damavand，波斯語： [dæmɒːvænd] ⓘ）又稱達馬萬德山或代馬萬德峰，是一座呈休火山狀態的複式火山，是伊朗以及中東地區的最高峰，也是亞洲高度第一的火山。德馬溫峰在波斯神話和民間傳說裡面佔重要的地位。它位於厄爾布爾士山脈的中部。這個山峰坐落在馬贊達蘭省，裏海南岸附近的阿莫勒縣內，距離德黑蘭市東北方66公里（41英里）。
德馬溫峰是世界上地形突起度排名第12的山峰，在亞洲排名第2，僅次於聖母峰（珠穆朗瑪峰），這是世界七大洲火山高峰登山挑戰活動中的一座。

## 象徵與神話
德馬溫峰是波斯神話中的一座重要山脈。它是波斯詩歌和文學中代表抵抗專制和外國統治的象徵。在祆教的經書和神話中，三頭龍查哈克被拴在山內，一直栓到到世界末日。在同一傳說的較新版本中，暴君查哈克在被卡維和費雷敦擊敗後，被拴在德馬溫峰的一個山洞中。波斯詩人菲爾多西在他的巨著《列王紀》描述此事：
biyâvarad Zahhâk râ čon navand

be kuh-e Damâvand krdš beband
他像馬一樣把查哈克帶往達德馬溫峰頂

並把他綁在那裡
根據《列王纪》，據說這座山擁有魔力。在伊朗傳奇人物阿拉什（波斯歷史學家及作家巴拉米的作品）的故事裡，德馬溫峰也是在伊朗和圖蘭之間發生邊界爭端時，英雄阿拉什射出魔箭，標記出伊朗邊界的地點。伊朗近代詩人穆罕默德·塔基·巴哈爾 的詩作《德馬溫峰》也是這座山在波斯文學中佔有重要意義的絕佳例子。
這首詩的第一節寫道：
Ey div-e sepid-e pâyi dar band,

Ey gonbad-e giti, ey Damāvand
啊 腳被鎖住的白色巨人，

啊 世界的穹頂，啊 德馬溫峰。
伊朗面值10,000里亞爾的紙鈔，背面所印圖像的就是德馬溫峰。
“Damavand”一詞的起源和含義尚不清楚。

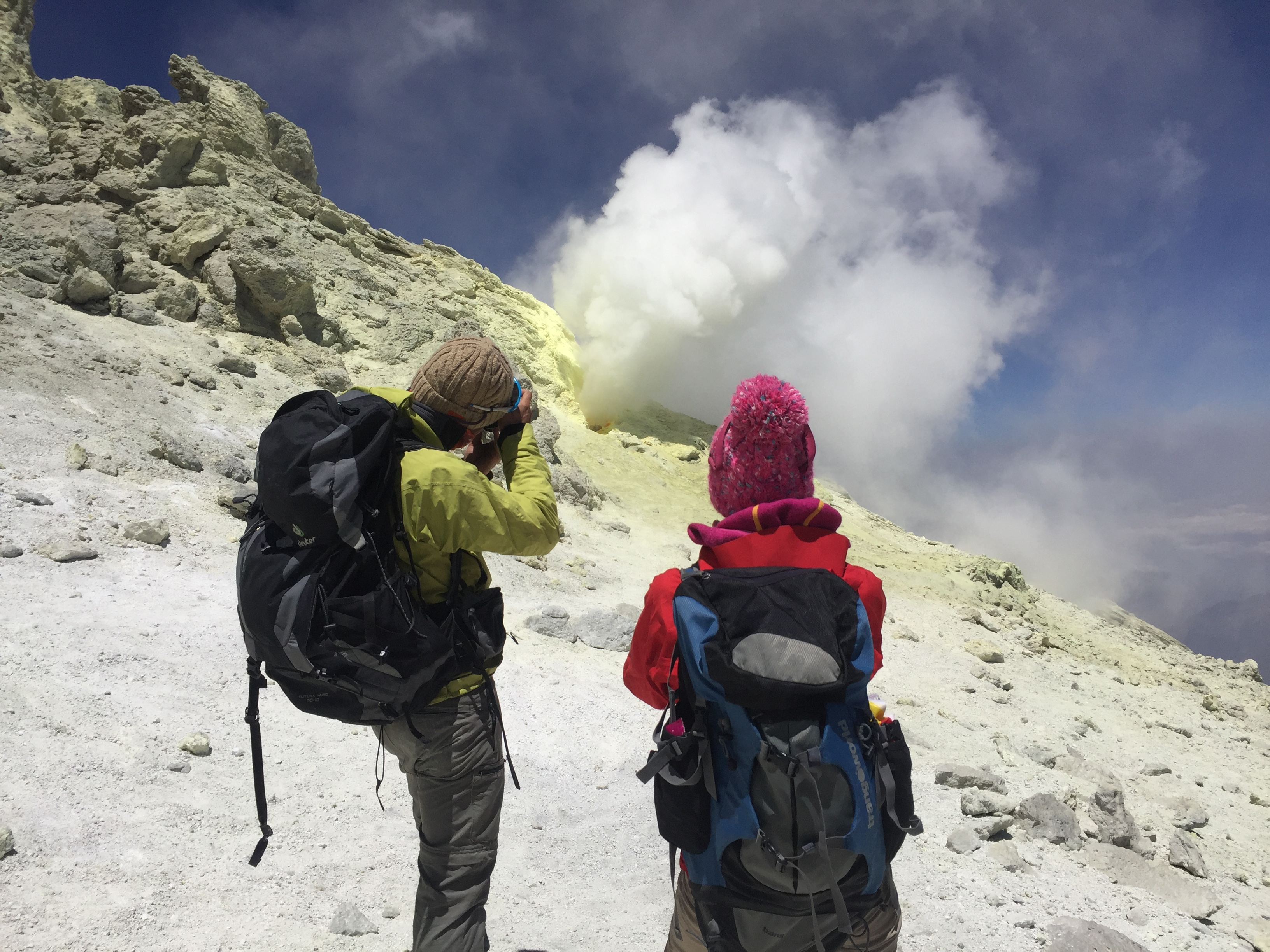
靠近德馬溫峰峰頂5550公尺處火山噴氣口。

## 地質
德馬溫峰大約在178萬年前的更新世首次爆發。在大約600,000和280,000年前曾發生過幾次噴發，最後一次噴發是在全新世之前，大約是公元前5300年。其陡峭的錐體由主要由火山灰和熔岩流形成，熔岩的主要成分是粗面岩、安山岩、和玄武岩。第四紀的熔岩直接覆蓋在侏羅紀沉積物上。火山頂部是一個帶有硫黃沉積物的小火山口。也有火山噴氣孔、溫泉、和洞石的沉積。德馬溫峰可被列為休火山，因為在山頂火山口附近有噴發出硫磺的噴氣孔，已知的是在2007年7月6日曾活躍過。

## 溫泉
帶有礦物質的溫泉主要位於火山的兩側，以及山腳，證明在地表附近有火山熱。雖然並無火山噴發的歷史記錄，但位於火山山腳以及兩側的溫泉，加上山頂附近的噴氣孔和噴硫磺氣孔，都顯示火山下方仍有炙熱的，或者正在冷卻中的岩漿。
溫泉中最重要的是在拉里讓村的拉里讓溫泉（位於拉比山谷拉里讓地區）。溫泉的水可用於治療慢性傷口和皮膚疾病。在溫泉附近，有公共浴場，備有小池，供公眾使用。

## 通往山頂路線

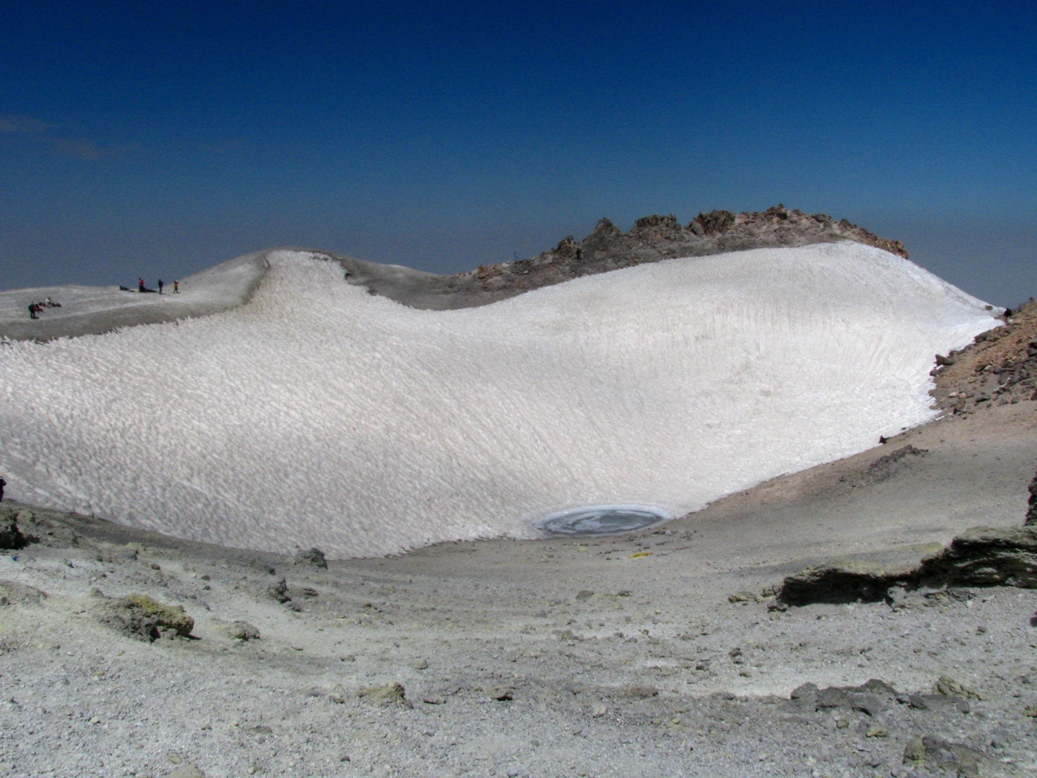
德馬溫峰火山口，2009年8月

在山峰以南有個名為Polour的村莊，設有新的伊朗山嶽協會營地，是提供給登山者休息住宿的主要地點。
目前至少有16條已知的路線可通往封頂，路線的難度各不相同。其中一些很危險，需要攀岩。最受歡迎的路線是南部路線，建有階梯，並有一個位於Bargah Sevom Camp / Shelter 的中途營地，海拔4,220公尺（13,850英尺）。最長的路線在東北方，從山腳名叫Nāndal的村莊出發，並在位於Takht-e Fereydoun（海拔4,300公尺（14,100英尺）一棟有兩層樓的營地住宿一晚，總共需要兩天才能到達峰頂。
西部路線以其日落美景而聞名。這條路線上的Sīmorgh營地位於海拔4,100公尺（13,500英尺），是一座新建的兩層樓營地。那兒有一個結冰的瀑布，或叫冰河瀑布 （波斯語名稱為 Ābshār Yakhī）高度約12公尺（39英尺），海拔5100公尺（16700英尺）。

## 地理位置

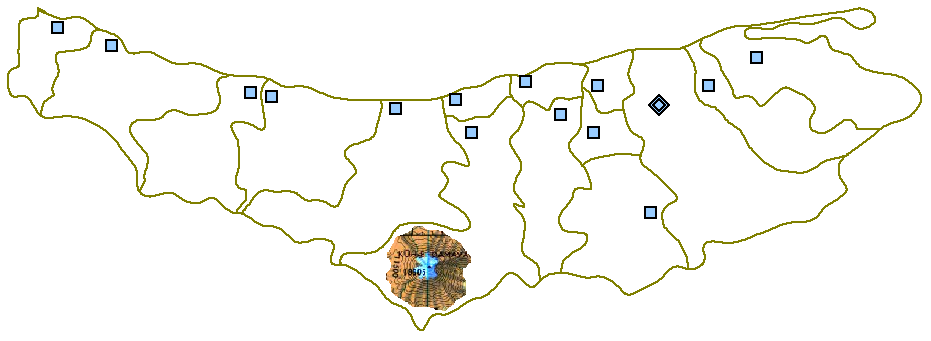
伊朗馬贊德蘭省地圖，德馬溫峰在地圖南方

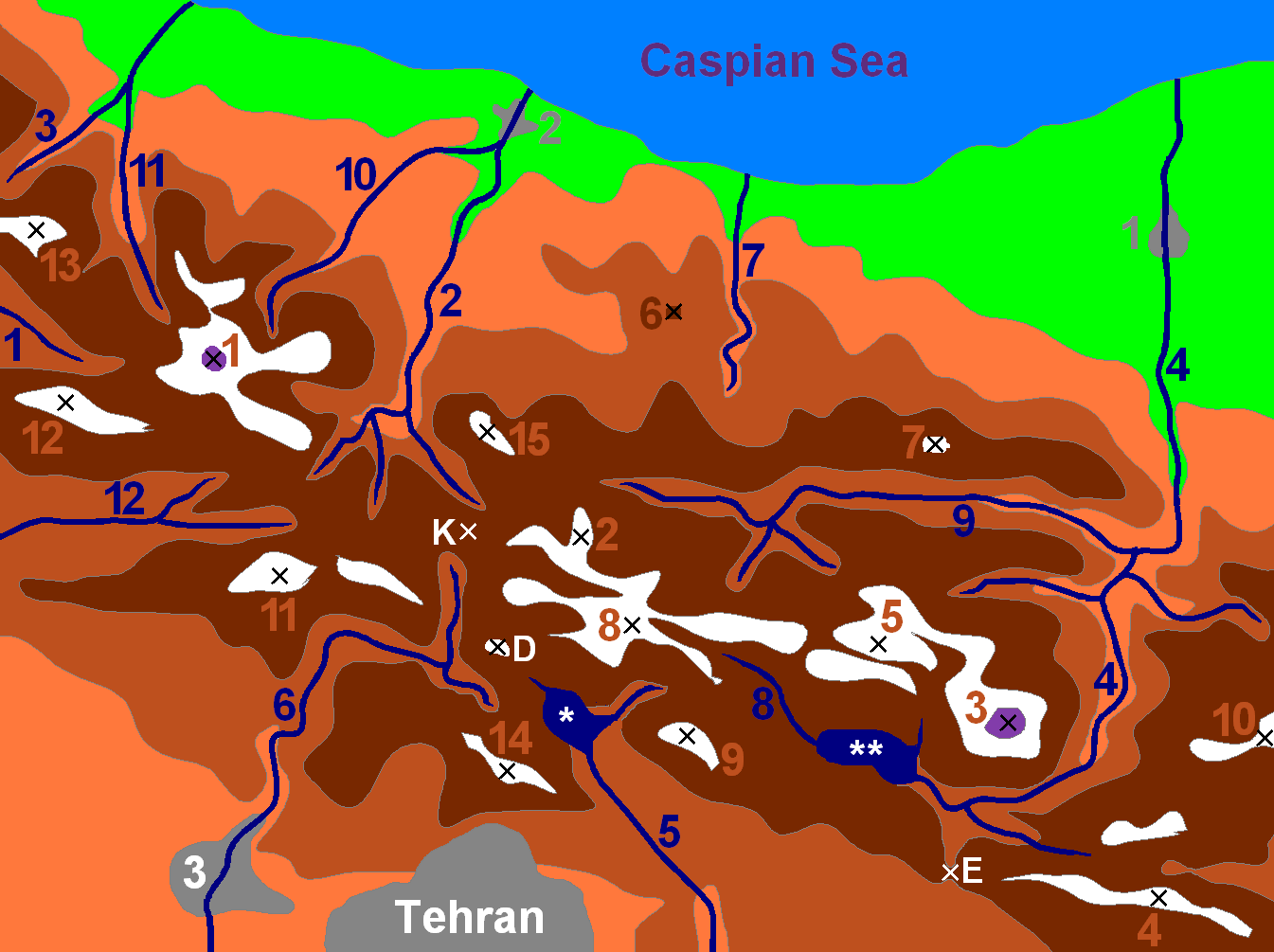
中部厄爾布爾士山脈圖（請參考英文版說明）

## 野生動物

### 魚
德馬溫峰上以及山坡的河流以產出褐鱒（Salmo trutta）而聞名。

### 哺乳動物
亞美尼亞野山羊（Ovis Orientalis）和野山羊（Capra aegagrus）生活在德馬溫峰山區。波斯豹（Panthera pardus saxicolor）和敘利亞棕熊（Ursus arctos syriacus）也住在同一地區。一些較小的哺乳動物有雪田鼠（Chionomys nivalis），麗倉鼠（Calomyscus bailwardi）和阿富汗鼠兔（Ochoton rufescens）。

### 鳥類
里海角雞（Tetraogallus caspius）長相可愛，但非常怕人，生活在高海拔地區。金鵰（Aquila chrysaetos）在這裡繁殖。西域兀鷲（Gyps fulvus）很常見。 石雞（Alectoris chukar）在石頭和灌木叢之間築巢，數目眾多。金額絲雀（Serinus pusillus）、赤胸朱頂雀（Carduelis cannabina）、雪雀（Montifringilla nivalis）、石雀（Petronia petronia）、灰眉岩鵐（Emberiza cia）、和角百靈（Eremophila alpestris）屬於當地品種，它們在冬天會移到較低的山坡上。在春季，麥鶲（Oenanthe oenanthe）、白背磯鶇（Monticola saxatilis）、和夜鶯（Luscinia megarhynchos）從非洲飛來此地繁殖。灰頸鵐（Emberiza buchanani）、黑頭鵐（Emberiza melanocephala）、和普通朱雀（Carpodacus erythrinus）則由印度飛來。

### 爬蟲類和兩棲動物
湖側褶蛙（Rana ridibunda）生活在拉爾河的河畔。草原蝰（Vipera ursinii）、地中海蝰（Macrovipera lebetina）、拉爾山蝰（Vipera latifii）、和高加索蜥蜴（Laudakia caucasia）都是山區的爬蟲類動物。

### 植物
當地植物種類不少，請參考英文版所述。

## 相片集錦

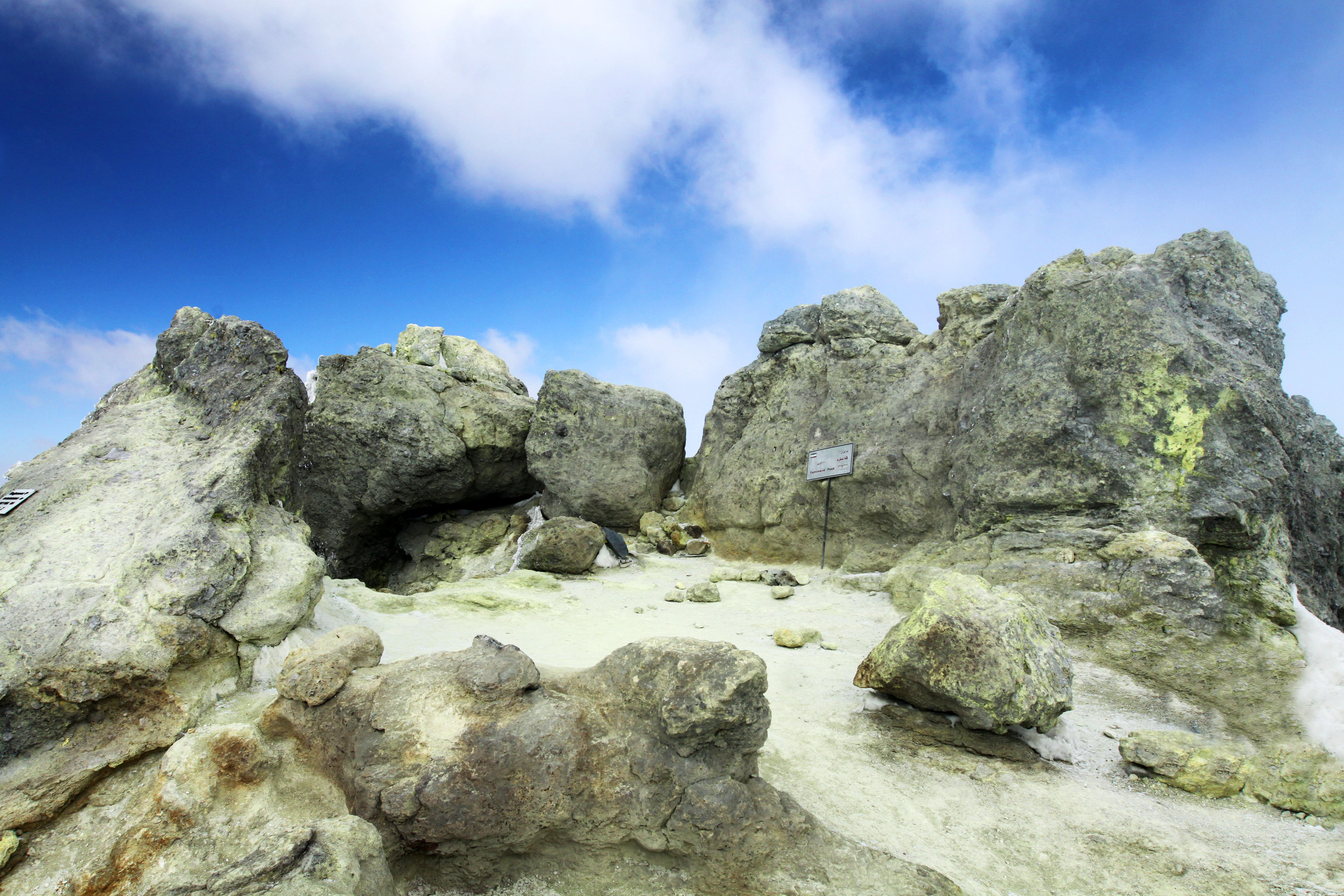
2020年8月，德馬溫峰峰頂
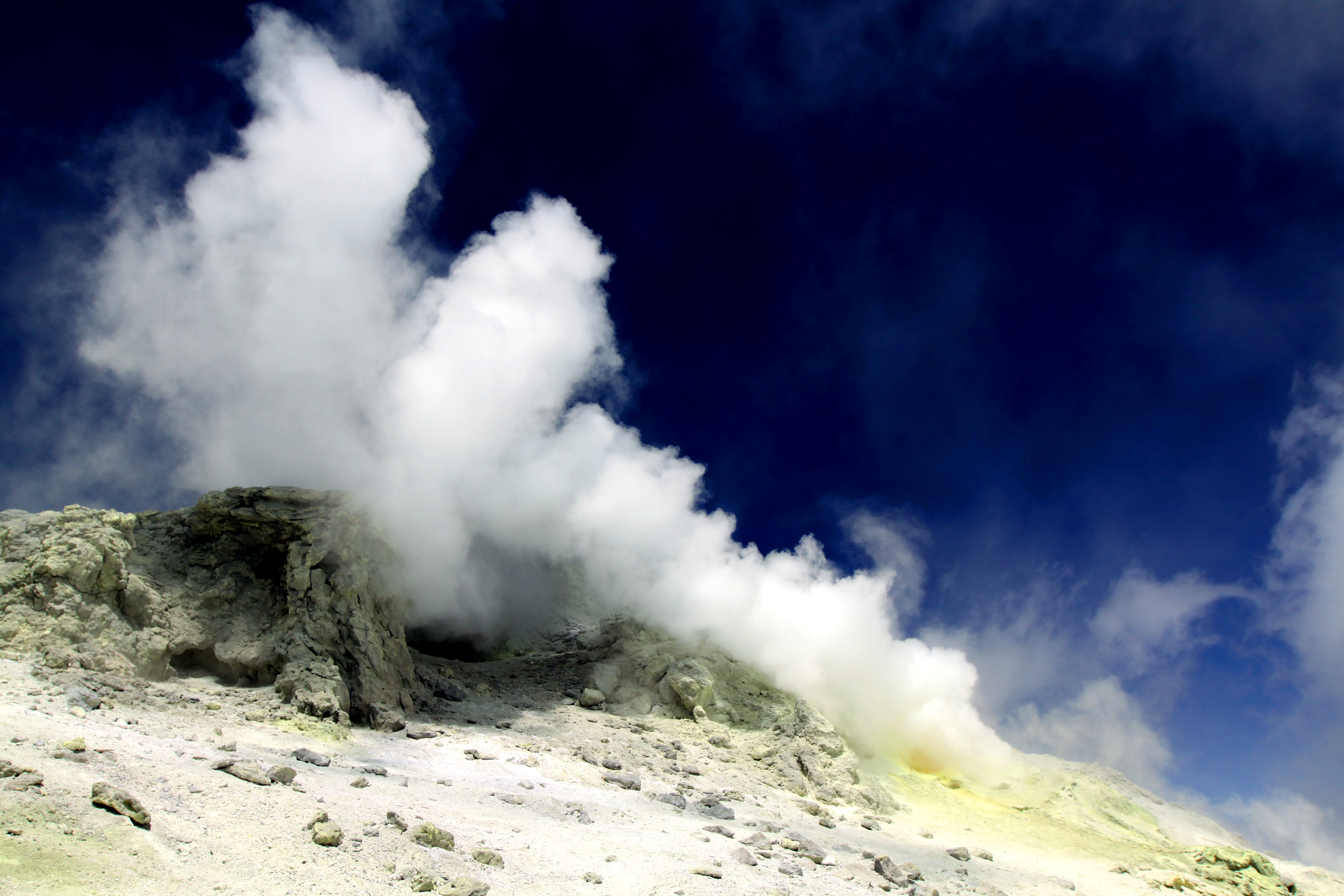
2018年8月16日，德馬溫峰的硫磺氣
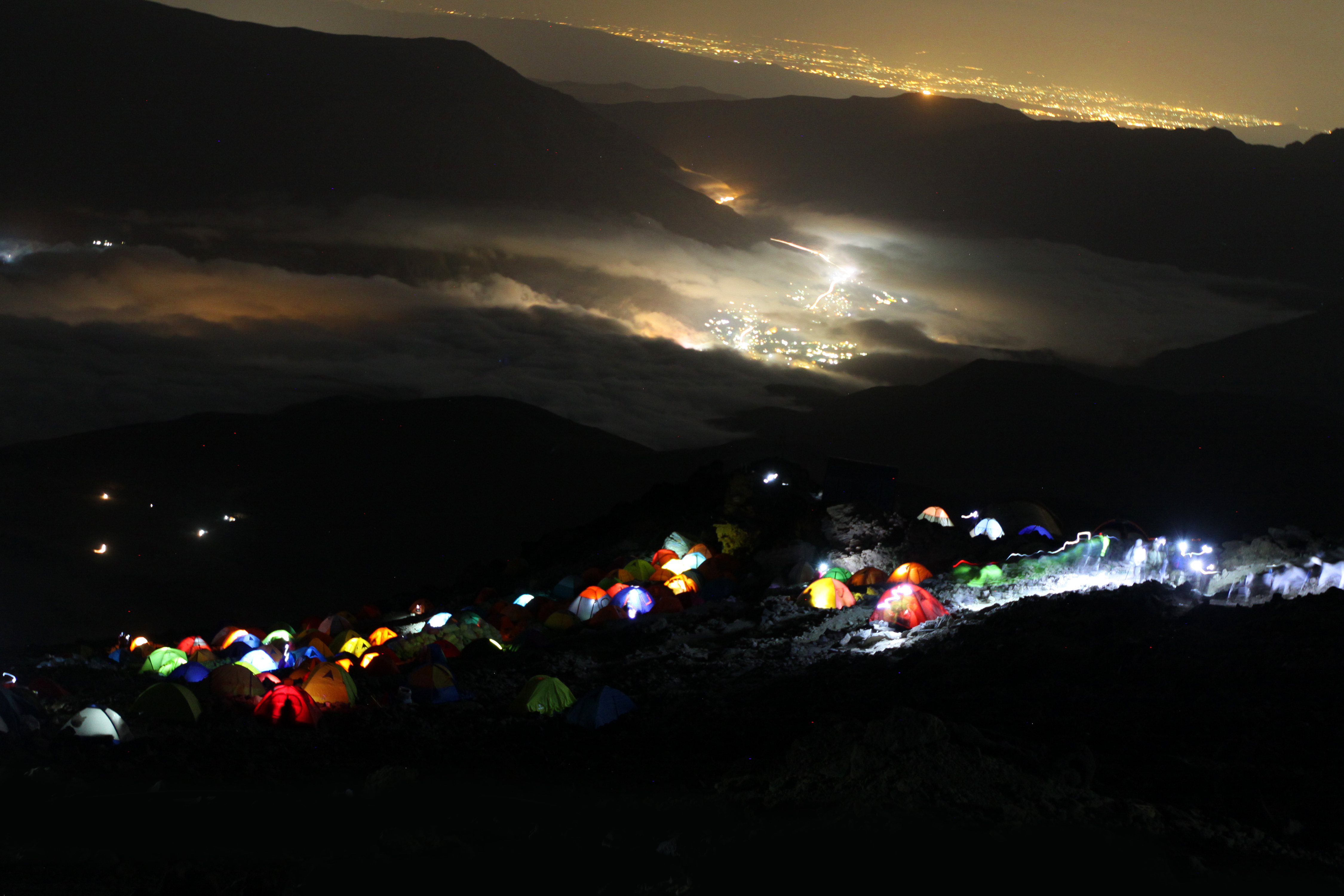
2018年8月15日，達馬峰南面，登山營區，第三區（海拔4250公尺）
從德黑蘭妥恰（英语：Tochal）峰遠望達馬峰西面
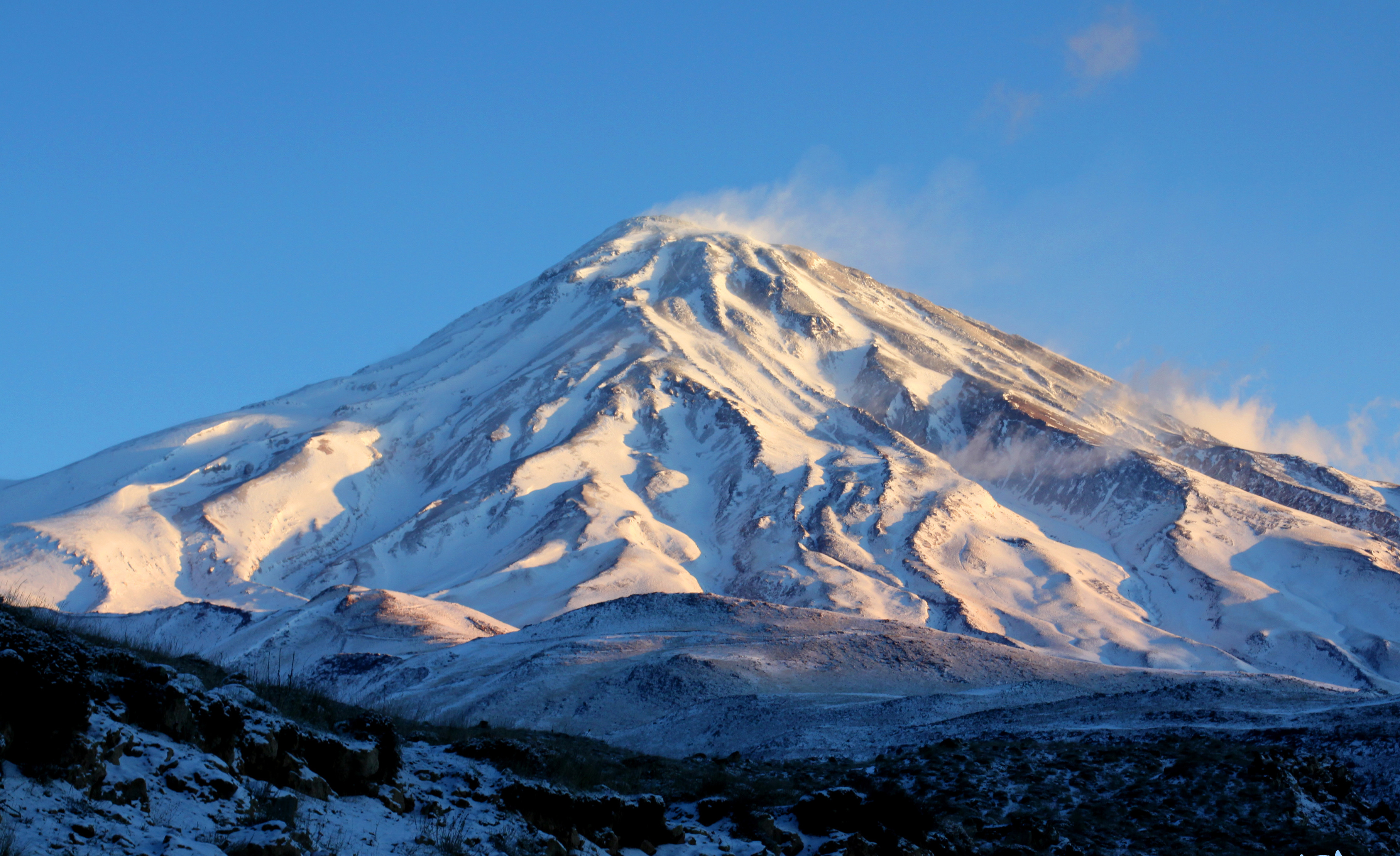
德馬溫峰南面
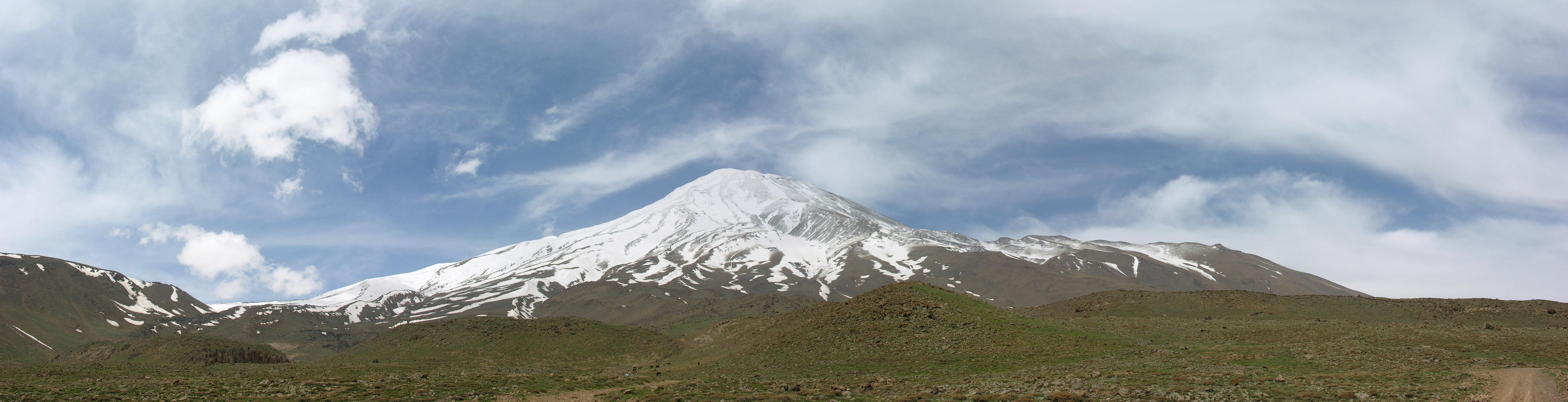
德馬溫峰全景
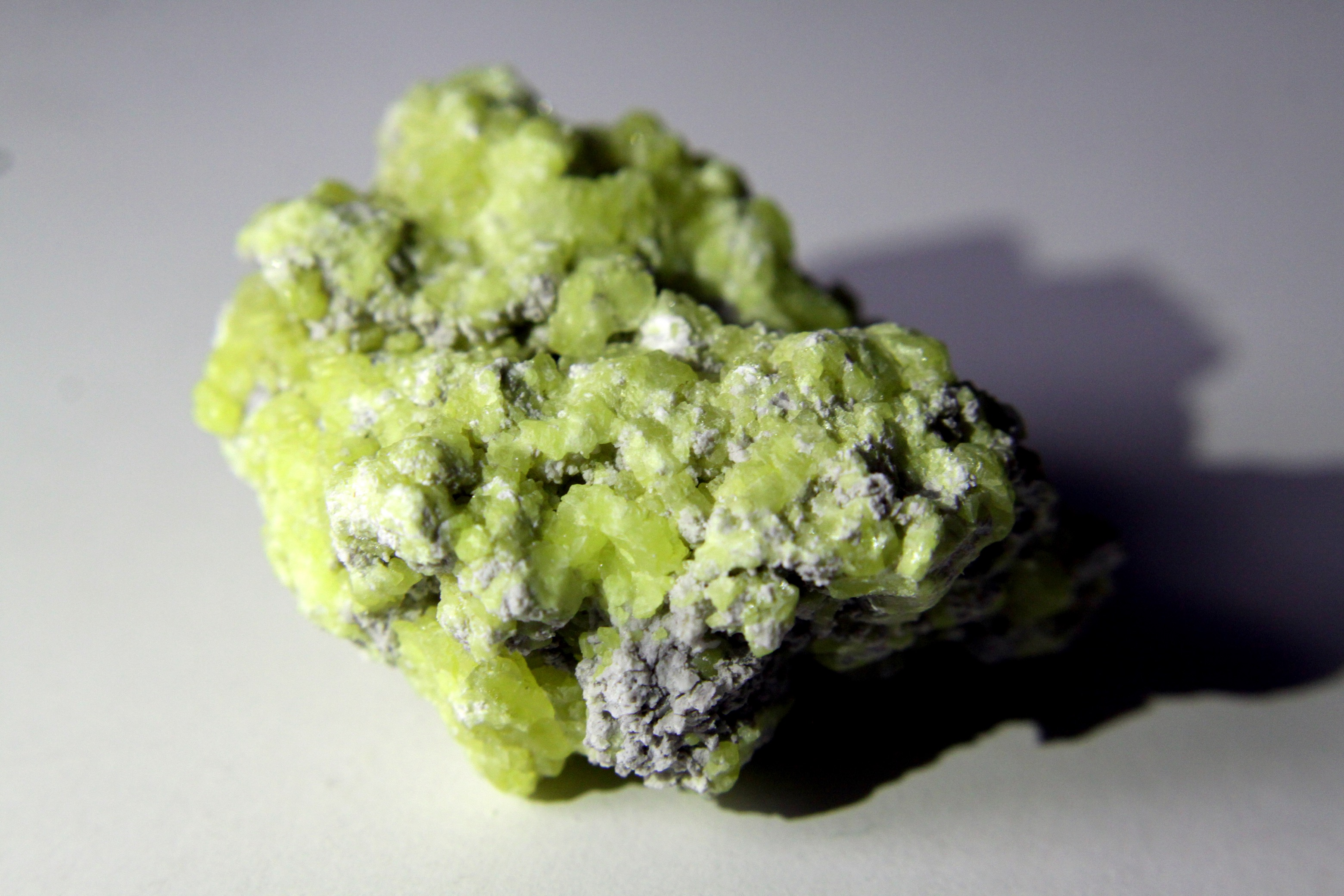
德馬溫峰峰頂的硫磺結晶
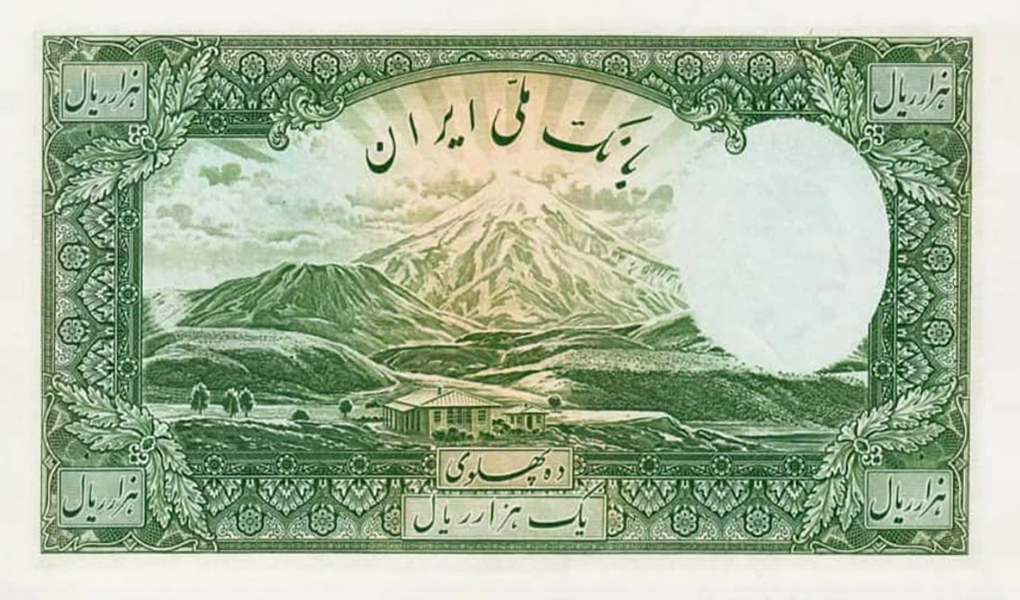
一張1938年面值10,000里亞爾伊朗紙鈔，背面顯示的德馬峰

## 附註
1. ↑  The Kunlun Volcanic Group in Tibet is higher than Damāvand, but are not considered to be volcanic mountains.

## 外部連結
- 德馬溫峰旅游 （页面存档备份，存于）

- U.S. Geological Survey （页面存档备份，存于）
- CIA: The World Factbook （页面存档备份，存于）
- BERNARD HOURCADE, AḤMAD TAFAŻŻOLĪ, "Damāvand", Encyclopaedia Iranica. （页面存档备份，存于）